# Frank Bellamy
Frank Bellamy (né le 21 mai 1917 à Kettering et mort le 5 juillet 1976 à Kettering) est un auteur de bande dessinée britannique. 

## Biographie
Collaborateur important de l'hebdomadaire Eagle entre 1957 et 1963, il commence par dessiner à raison d'une planche couleur par semaine la vie de grands hommes comme Winston Churchill dans The Happy Warrior sur un scénario de Clifford Makins, celle du Roi David toujours avec le même scénariste. Il a également signé certaines planches de The Travels of Marco Polo dont le scénariste est Chad Varah et le dessinateur principal Peter Jackson.
Outre ces bandes, il reprend Dan Dare et créé Frazer l'Africain, série traduite dans l'hebdomadaire français Pilote à la même époque, puis Heros the Spartan, série située dans l'antiquité romaine, bien que — comme son titre l'indique — le héros soit Grec. Toujours dans le domaine de la science-fiction, il travaille sur plusieurs planches de la série Brett Million dans Boys' World mais n'en est pas le seul dessinateur.
Il adapte en bande dessinée Les Sentinelles de l'air dans TV Century 21 (en) entre 1966 et 1969. De 1971 à sa mort en 1976, il dessine le comic strip Garth dans le Daily Mirror, dont quelques histoires ont été traduites dans le mensuel français Charlie Mensuel entre 1978 et 1980.

## Prix
- 1972 :  Prix Shazam du meilleur artiste étranger